# 손주형
손주형(1994년 7월 29일 ~ )은 대한민국의 남자 배구 선수이며, 안산 OK저축은행 러시앤캐시의 선수이다. 2017-2018 신인 드래프트에서 전체 13순위로 안산 OK저축은행 러시앤캐시에 입단하였다.

## 안산 OK저축은행 러시앤캐시시절

### 2017-2018시즌
2017-2018 신인드래프트에서 전체 13순위로 안산 OK저축은행 러시앤캐시에 지명되었다.